# Eine Nacht in Casablanca
Eine Nacht in Casablanca (Originaltitel: A Night in Casablanca) war der zwölfte Film mit den Marx Brothers Groucho, Chico und Harpo Marx. Gedreht und veröffentlicht wurde er im Jahr 1946.

## Handlung
Während des Zweiten Weltkrieges haben die Nazis wertvolle Kunstgegenstände in einem geheimen Zwischengeschoss des Hotels deponiert. Graf Pfefferman alias Heinrich Stubel, sein Gehilfe Kurt und seine Geliebte Beatrice Rheiner versuchen nun, diese außer Landes zu schaffen. Zu diesem Zweck ermorden sie die Manager des Hotels, in der Hoffnung, dass Graf Pfefferman als Manager eingesetzt wird. Dummerweise wird jedoch Ronald Hühnerpuster (im Original: Kornblow) als Manager eingestellt. Und nun versuchen sie, auch ihn aus dem Weg zu schaffen. Schließlich kommt er zusammen mit Rusty und Corbaccio und mit Hilfe von Pierre Delmar und Emile dahinter, wo im Hotel die Kunstwerke versteckt sind. Als sie aus dem Land geflogen werden sollen, können sie diese schließlich doch noch retten und die Schurken hinter Schloss und Riegel bringen.

## Bemerkungen
Der Film ist eine Parodie auf den Film Casablanca mit Humphrey Bogart und Ingrid Bergman aus dem Jahr 1942. Vor der Aufführung verbreitete sich ein Gerücht, dass der Konzern Warner Brothers zunächst versucht haben soll, den Titel des Films zu verhindern; daraus ergab sich ein interessanter Briefwechsel zwischen Groucho und Warner Bros. Diese Geschichte wurde vor allem von Groucho Marx selbst verbreitet. Tatsächliche Klagen gab es aber nicht, Warner Brothers wollte lediglich das Drehbuch prüfen.

## Kritiken
„[…] die diffuse Story, die den Kultfilm „Casablanca“ nicht unbeschädigt läßt, gibt der Phantasie der Brüder viel Spielraum. Wertung: 3 Sterne (sehr gut)“

„Die aberwitzige Story schafft dabei genügend Raum für eine rasante Abfolge von Gags und virtuos komischen Nummern.“